# AFC Champions League 2014
AFC Champions League 2014 là mùa giải thứ 33 của giải bóng đá cấp câu lạc bộ cao nhất châu Á được tổ chức bởi Liên đoàn bóng đá châu Á (AFC), và là lần thứ 12 dưới tên gọi AFC Champions League. Quảng Châu Hằng Đại Đào Bảo là đương kim vô địch, nhưng đã bị loại bởi Western Sydney Wanderers ở tứ kết.
Ở trận chung kết, Western Sydney Wanderers của Australia đánh bại Al-Hilal của Ả Rập Xê Út với tổng tỉ số 1–0, để trở thành câu lạc bộ Australia đầu tiên vô địch giải đấu trong lần đầu tiên dự giải, và tham dự Giải vô địch bóng đá thế giới các câu lạc bộ 2014.

## Phân bổ đội của các hiệp hội
AFC đưa ra quy trình quyết định các hiệp hội tham gia và phân bổ các vị trí, với sự kiểm tra các hiệp hội quan tâm đến việc tham gia AFC Champions League sẽ được thực hiện vào năm 2013 và quyết định cuối cùng được AFC đưa ra vào ngày 26 tháng 11 năm 2013.
Ủy ban thi đấu AFC đã đề xuất các tiêu chí tham gia sau đây cho phiên bản 2014-2016 của AFC Champions League vào ngày 12 tháng 3 năm 2013:
- 23 hiệp hội thành viên (MA) hàng đầu theo bảng xếp hạng AFC có thể có suất dự vòng bảng và vòng loại.[5] Các hiệp hội quan tâm được cho điểm và xếp hạng theo hệ thống đánh giá AFC.
- Ở khu vực Tây và Đông Á, có tổng cộng 14 suất vào thẳng vòng bảng, và 2 suất còn lại được quyết định qua vòng loại.
- Các hiệp hội trong top 5 ở cả Tây và Đông Á, nếu họ có ít nhất 600 điểm, có suất vào thẳng vòng bảng, trong khi các hiệp hội còn lại, nếu họ đạt đủ điểm, họ sẽ nhận suất dự vòng loại. Sơ đồ phân bổ vị trí sau đây đã được AFC phê duyệt cho các giải đấu 2014-2016:[6]
  - Các hiệp hội xếp hạng 1-2 có bốn suất vào vòng bảng.
  - Các hiệp hội xếp hạng 3 có ba suất vào vòng bảng và một suất vào vòng loại.
  - Các hiệp hội xếp hạng 4 có hai suất vào vòng bảng và một suất vào vòng loại.
  - Các hiệp hội xếp hạng 5 có một suất vào vòng bảng và hai suất vào vòng loại.
  - Các hiệp hội xếp hạng 6-11 có một suất vào vòng loại.
- Số lượng vị trí tối đa cho mỗi hiệp hội là một phần ba tổng số câu lạc bộ trong giải đấu hàng đầu (ví dụ: Úc chỉ có thể nhận được tối đa ba vị trí vì chỉ có chín câu lạc bộ có trụ sở tại Úc ở A-League).
- Đội vô địch và á quân AFC Cup được trao cho một suất dự vòng loại, bất kể thứ hạng hiệp hội của họ, miễn là câu lạc bộ đáp ứng các tiêu chí tối thiểu. Nếu họ đã đủ điều kiện tham dự thông qua vị trí tại giải quốc nội, suất dự vòng loại sẽ được đưa cho đội đủ điều kiện tiếp theo trong giải quốc nội, miễn là câu lạc bộ đáp ứng các tiêu chí tối thiểu.

Vào ngày 26 tháng 11 năm 2013, Ủy ban điều hành AFC đã phê duyệt các vị trí cho phiên bản 2014 của AFC Champions League.
| Evaluation for 2014 AFC Champions League | Evaluation for 2014 AFC Champions League       |
| ---------------------------------------- | ---------------------------------------------- |
|                                          | Fulfills criteria (> 600 points)               |
|                                          | Does not fulfill criteria, but allocated slots |
|                                          | Not assessed, but allocated slots              |

| Xếp hạng | Hiệp hội thành viên | Điểm   | Suất dự   | Suất dự   | Suất dự   | Suất dự        |
| Xếp hạng | Hiệp hội thành viên | Điểm   | Vòng bảng | Vòng loại | Vòng loại | Vòng loại      |
| Xếp hạng | Hiệp hội thành viên | Điểm   | Vòng bảng | Vòng 3    | Vòng 2    | Vòng 1         |
| -------- | ------------------- | ------ | --------- | --------- | --------- | -------------- |
| 1        | Iran                | 908.47 | 4         | 0         | 0         | 0              |
| 2        | Ả Rập Xê Út         | 869.62 | 4         | 0         | 0         | 0              |
| 3        | UAE                 | 848.94 | 3         | 0         | 1         | 0              |
| 4        | Qatar               | 848.56 | 2         | 0         | 2         | 0              |
| 5        | Uzbekistan          | 693.38 | 1         | 0         | 2         | 0              |
| 6        | Ấn Độ               | 526.55 | 0         | 0         | 0         | [A]1[A]        |
| 7        | Jordan              | 500.89 | 0         | 0         | 0         | 1              |
| 8        | Oman                | 390.02 | 0         | 0         | 0         | 1              |
| 9        | Bahrain             | 253.67 | 0         | 0         | 0         | 1              |
| 10       | Iraq                | —      | 0         | 0         | 0         | 1              |
| 10       | Kuwait              | —      | 0         | 0         | 0         | [B]1+1[B] (AC) |
| Tổng     | Tổng                | Tổng   | 14        | 0         | 5         | [A]6[A]        |
| Tổng     | Tổng                | Tổng   | 14        | 11        |           |                |

| Xếp hạng | Hiệp hội thành viên | Điểm   | Suất dự   | Suất dự   | Suất dự   | Suất dự   |
| Xếp hạng | Hiệp hội thành viên | Điểm   | Vòng bảng | Vòng loại | Vòng loại | Vòng loại |
| Xếp hạng | Hiệp hội thành viên | Điểm   | Vòng bảng | Vòng 3    | Vòng 2    | Vòng 1    |
| -------- | ------------------- | ------ | --------- | --------- | --------- | --------- |
| 1        | Nhật Bản            | 935.30 | 4         | 0         | 0         | 0         |
| 2        | Hàn Quốc            | 887.45 | 4         | 0         | 0         | 0         |
| 3        | Trung Quốc          | 843.54 | 3         | 1         | 0         | 0         |
| 4        | Australia           | 804.08 | 2         | 1         | 0         | 0         |
| 5        | Thái Lan            | 601.20 | 1         | 0         | 2         | 0         |
| 6        | Singapore           | 438.34 | 0         | 0         | 0         | 1         |
| 7        | Hồng Kông           | 408.02 | 0         | 0         | 0         | 1         |
| 8        | Việt Nam            | 301.31 | 0         | 0         | 0         | 1         |
| Tổng     | Tổng                | Tổng   | 14        | 2         | 2         | [A]4[A]   |
| Tổng     | Tổng                | Tổng   | 14        | 8         |           |           |

Chú thích
1. ^ a b c Suất dự vòng loại của Ấn Độ được chuyển qua khu vực Đông Á.
2. ^ Kuwait có một suất dự vòng loại AFC Champions League. Tuy nhiên, Al-Kuwait và Al-Qadsia là đội vô địch và á quân AFC Cup 2013, và được dự vòng loại. Nhưng vì chỉ có hai câu lạc bộ Kuwait vượt qua yêu cầu cấp phép, Kuwait chỉ có hai câu lạc bộ tham dự vòng loại.[8][9]

## Các đội tham dự
Chú thích:
- TH: Đương kim vô địch
- AC: Đội vô địch AFC Cup
- AC 2nd: Đội á quân AFC Cup
- 1st, 2nd, 3rd,...: Vị trí tại giải quốc nội
- CW: Đội vô địch cúp quốc gia

| Tây Á                               | Tây Á                        | Tây Á                          | Tây Á                            |
| ----------------------------------- | ---------------------------- | ------------------------------ | -------------------------------- |
| Esteghlal (1st)                     | Al-Fateh (1st)               | Al-Ain (1st)                   | Al-Rayyan (CW)                   |
| Sepahan (3rd, CW)                   | Al-Ittihad (CW)              | Al-Ahli (2nd, CW)              | Bunyodkor (1st, CW)              |
| Tractor (2nd)                       | Al-Hilal (2nd)               | Al-Jazira (3rd)                |                                  |
| Foolad (4th)                        | Al-Shabab (3rd)              | Al-Sadd (1st)                  |                                  |
| Đông Á                              |                              |                                |                                  |
| Quảng Châu Hằng Đại Đào BảoTH (1st) | Cerezo Osaka (4th)           | FC Seoul (4th)                 | Central Coast Mariners (2nd, CW) |
| Sanfrecce Hiroshima (1st)           | Pohang Steelers (1st, CW)    | Quý Châu Renhe (CW)            | Buriram United (1st, CW)         |
| Yokohama F. Marinos (2nd, CW)       | Ulsan Hyundai (2nd)          | Sơn Đông Lỗ Năng (2nd)         |                                  |
| Kawasaki Frontale (3rd)             | Jeonbuk Hyundai Motors (3rd) | Western Sydney Wanderers (1st) |                                  |

| Tây Á | Tây Á | Đông Á                 | Đông Á                  |
| ----- | ----- | ---------------------- | ----------------------- |
|       |       | Bắc Kinh Quốc An (3rd) | Melbourne Victory (3rd) |

| Tây Á          | Tây Á                    | Đông Á                  | Đông Á |
| -------------- | ------------------------ | ----------------------- | ------ |
| Baniyas (4th)  | Lokomotiv Tashkent (2nd) | Muangthong United (2nd) |        |
| Lekhwiya (2nd) | Nasaf Qarshi (3rd)       | Chonburi (3rd)          |        |
| El Jaish (3rd) |                          |                         |        |

| Tây Á                 | Tây Á                    | Đông Á                | Đông Á                |
| --------------------- | ------------------------ | --------------------- | --------------------- |
| Al-KuwaitAC (1st)     | Al-Suwaiq (1st)          | Tampines Rovers (1st) | Pune (2nd) [Note IND] |
| Al-QadsiaAC 2nd (2nd) | Al-Hidd (3rd) [Note BHR] | Nam Hoa (1st)         |                       |
| Shabab Al-Ordon (1st) | Al-Shorta (1st)          | Hà Nội T&T (1st)      |                       |

Chú thích
1. ^ Bahrain (BHR): Al-Hidd được chọn để đại diện cho Bahrain tham dự AFC Champions League khi họ vượt qua các yêu cầu cấp phép câu lạc bộ.[10]
2. ^ India (IND): Pune được chọn để đại diện cho Ấn Độ tham dự AFC Champions League khi họ vượt qua các yêu cầu cấp phép câu lạc bộ.[11]

## Vòng loại
Vị trí tại trận đấu vòng loại của mỗi đội được AFC xác định dựa trên xếp hạng của mỗi đội, với các đội từ các hiệp hội xếp hạng cao hơn tham gia vào các vòng sau. Các đội cùng hiệp hội không được đối đầu nhau tại vòng loại. Mỗi cặp đấu được chơi theo thể thức một lượt, với đội từ hiệp hội xếp hạng cao hơn là đội chủ nhà. Hiệp phụ và loạt sút luân lưu được áp dụng để xác định đội thắng nếu cần thiết. Đội thắng vòng loại thứ ba lọt vào vòng bảng cùng với 28 đội được vào thẳng. Các đội thua mỗi vòng loại của hiệp hội chỉ có đội dự vòng loại tham dự Vòng bảng AFC Cup 2014.

### Vòng loại thứ nhất
| Đội 1           | Tỉ số        | Đội 2      |
| Tây Á           | Tây Á        | Tây Á      |
| --------------- | ------------ | ---------- |
| Al-Suwaiq       | 0–1          | Al-Qadsia  |
| Shabab Al-Ordon | 1–3 (s.h.p.) | Al-Hidd    |
| Al-Kuwait       | 1–0          | Al-Shorta  |
| Đông Á          |              |            |
| Tampines Rovers | 1–2 (s.h.p.) | Nam Hoa    |
| Pune            | 0–3          | Hà Nội T&T |

### Vòng loại thứ hai
| Đội 1              | Tỉ số | Đội 2        |
| Tây Á              | Tây Á | Tây Á        |
| ------------------ | ----- | ------------ |
| Baniyas            | 0–4   | Al-Qadsia    |
| El Jaish           | 5–1   | Nasaf Qarshi |
| Lekhwiya           | 2–1   | Al-Hidd      |
| Lokomotiv Tashkent | 1–3   | Al-Kuwait    |
| Đông Á             |       |              |
| Chonburi           | 3–0   | Nam Hoa      |
| Muangthong United  | 2–0   | Hà Nội T&T   |

### Vòng loại thứ ba
| Đội 1             | Tỉ số | Đội 2             |
| Tây Á             | Tây Á | Tây Á             |
| ----------------- | ----- | ----------------- |
| El Jaish          | 3–0   | Al-Qadsia         |
| Lekhwiya          | 4–1   | Al-Kuwait         |
| Đông Á            |       |                   |
| Bắc Kinh Quốc An  | 4–0   | Chonburi          |
| Melbourne Victory | 2–1   | Muangthong United |

## Vòng bảng
Lễ bốc thăm vòng bảng diễn ra vào ngày 10 tháng 12 năm 2013. 32 đội được xếp vào 8 bảng, mỗi bảng 4 đội. Các đội cùng hiệp hội không được xếp vào cùng một bảng với nhau. Mỗi đội trong một bảng thi đấu với các đội còn lại theo thể thức vòng tròn hai lượt tính điêm. Đội nhất và nhì mỗi bảng lọt vào vòng 16 đội.

### Bảng A
| VT | Đội       | ST | T | H | B | BT | BB | HS | Đ  | Giành quyền tham dự |     | SHB | JAZ | EST | RAY |
| -- | --------- | -- | - | - | - | -- | -- | -- | -- | ------------------- | --- | --- | --- | --- | --- |
| 1  | Al-Shabab | 6  | 5 | 0 | 1 | 12 | 8  | +4 | 15 | Vòng 16 đội         |     |     | 1–3 | 2–1 | 4–3 |
| 2  | Al-Jazira | 6  | 3 | 1 | 2 | 12 | 10 | +2 | 10 | Vòng 16 đội         |     | 1–2 |     | 0–1 | 3–2 |
| 3  | Esteghlal | 6  | 2 | 1 | 3 | 7  | 7  | 0  | 7  |                     |     | 0–1 | 2–2 |     | 3–1 |
| 4  | Al-Rayyan | 6  | 1 | 0 | 5 | 9  | 15 | −6 | 3  |                     | 0–2 | 2–3 | 1–0 |     |     |

### Bảng B
| VT | Đội       | ST | T | H | B | BT | BB | HS | Đ  | Giành quyền tham dự |     | FLD | BUN | JSH | FAT |
| -- | --------- | -- | - | - | - | -- | -- | -- | -- | ------------------- | --- | --- | --- | --- | --- |
| 1  | Foolad    | 6  | 4 | 2 | 0 | 11 | 3  | +8 | 14 | Vòng 16 đội         |     |     | 1–0 | 3–1 | 1–0 |
| 2  | Bunyodkor | 6  | 2 | 2 | 2 | 7  | 7  | 0  | 8  | Vòng 16 đội         |     | 1–1 |     | 1–2 | 3–2 |
| 3  | El Jaish  | 6  | 2 | 2 | 2 | 6  | 6  | 0  | 8  |                     |     | 0–0 | 1–2 |     | 2–0 |
| 4  | Al-Fateh  | 6  | 0 | 2 | 4 | 3  | 11 | −8 | 2  |                     | 1–5 | 0–0 | 0–0 |     |     |

1. 1 2  Bàn thắng trong tất cả các trận đấu bảng: Bunyodkor 7, El-Jaish 6.

### Bảng C
| VT | Đội          | ST | T | H | B | BT | BB | HS | Đ  | Giành quyền tham dự |     | AIN | ITT | LEK | TRA |
| -- | ------------ | -- | - | - | - | -- | -- | -- | -- | ------------------- | --- | --- | --- | --- | --- |
| 1  | Al-Ain       | 6  | 3 | 2 | 1 | 14 | 7  | +7 | 11 | Vòng 16 đội         |     |     | 1–1 | 2–1 | 3–1 |
| 2  | Al-Ittihad   | 6  | 3 | 1 | 2 | 8  | 6  | +2 | 10 | Vòng 16 đội         |     | 2–1 |     | 3–1 | 2–0 |
| 3  | Lekhwiya     | 6  | 2 | 1 | 3 | 5  | 10 | −5 | 7  |                     |     | 0–5 | 2–0 |     | 0–0 |
| 4  | Tractor Sazi | 6  | 1 | 2 | 3 | 4  | 8  | −4 | 5  |                     | 2–2 | 1–0 | 0–1 |     |     |

### Bảng D
| VT | Đội      | ST | T | H | B | BT | BB | HS | Đ | Giành quyền tham dự |     | HIL | SAD | AHL | SEP |
| -- | -------- | -- | - | - | - | -- | -- | -- | - | ------------------- | --- | --- | --- | --- | --- |
| 1  | Al-Hilal | 6  | 2 | 3 | 1 | 12 | 7  | +5 | 9 | Vòng 16 đội         |     |     | 5–0 | 2–2 | 1–0 |
| 2  | Al-Sadd  | 6  | 2 | 2 | 2 | 8  | 14 | −6 | 8 | Vòng 16 đội         |     | 2–2 |     | 2–1 | 3–1 |
| 3  | Al-Ahli  | 6  | 1 | 4 | 1 | 6  | 6  | 0  | 7 |                     |     | 0–0 | 1–1 |     | 0–0 |
| 4  | Sepahan  | 6  | 2 | 1 | 3 | 9  | 8  | +1 | 7 |                     | 3–2 | 4–0 | 1–2 |     |     |

1. 1 2  Điểm đối đầu: Al-Ahli 4, Sepahan 1.

### Bảng E
| VT | Đội              | ST | T | H | B | BT | BB | HS | Đ  | Giành quyền tham dự |     | POH | CER | BUR | SHD |
| -- | ---------------- | -- | - | - | - | -- | -- | -- | -- | ------------------- | --- | --- | --- | --- | --- |
| 1  | Pohang Steelers  | 6  | 3 | 3 | 0 | 11 | 6  | +5 | 12 | Vòng 16 đội         |     |     | 1–1 | 0–0 | 2–2 |
| 2  | Cerezo Osaka     | 6  | 2 | 2 | 2 | 10 | 9  | +1 | 8  | Vòng 16 đội         |     | 0–2 |     | 4–0 | 1–3 |
| 3  | Buriram United   | 6  | 1 | 3 | 2 | 5  | 9  | −4 | 6  |                     |     | 1–2 | 2–2 |     | 1–0 |
| 4  | Sơn Đông Lỗ Năng | 6  | 1 | 2 | 3 | 9  | 11 | −2 | 5  |                     | 2–4 | 1–2 | 1–1 |     |     |

### Bảng F
| VT | Đội                    | ST | T | H | B | BT | BB | HS | Đ  | Giành quyền tham dự |     | SEO | HIR | BEI | CCM |
| -- | ---------------------- | -- | - | - | - | -- | -- | -- | -- | ------------------- | --- | --- | --- | --- | --- |
| 1  | FC Seoul               | 6  | 3 | 2 | 1 | 9  | 6  | +3 | 11 | Vòng 16 đội         |     |     | 2–2 | 2–1 | 2–0 |
| 2  | Sanfrecce Hiroshima    | 6  | 2 | 3 | 1 | 9  | 8  | +1 | 9  | Vòng 16 đội         |     | 2–1 |     | 1–1 | 1–0 |
| 3  | Bắc Kinh Quốc An       | 6  | 1 | 3 | 2 | 7  | 8  | −1 | 6  |                     |     | 1–1 | 2–2 |     | 2–1 |
| 4  | Central Coast Mariners | 6  | 2 | 0 | 4 | 4  | 7  | −3 | 6  |                     | 0–1 | 2–1 | 1–0 |     |     |

1. 1 2  Hiệu số bàn thắng trong tất cả các trận đấu bảng: Bắc Kinh Quốc An -1, Central Coast Mariners -3.

### Bảng G
| VT | Đội                    | ST | T | H | B | BT | BB | HS | Đ  | Giành quyền tham dự |     | GUA | JEO | MEL | YFM |
| -- | ---------------------- | -- | - | - | - | -- | -- | -- | -- | ------------------- | --- | --- | --- | --- | --- |
| 1  | Quảng Châu Hằng Đại    | 6  | 3 | 1 | 2 | 10 | 8  | +2 | 10 | Vòng 16 đội         |     |     | 3–1 | 4–2 | 2–1 |
| 2  | Jeonbuk Hyundai Motors | 6  | 2 | 2 | 2 | 8  | 7  | +1 | 8  | Vòng 16 đội         |     | 1–0 |     | 0–0 | 3–0 |
| 3  | Melbourne Victory      | 6  | 2 | 2 | 2 | 9  | 9  | 0  | 8  |                     |     | 2–0 | 2–2 |     | 1–0 |
| 4  | Yokohama F. Marinos    | 6  | 2 | 1 | 3 | 7  | 10 | −3 | 7  |                     | 1–1 | 2–1 | 3–2 |     |     |

1. 1 2  Hiệu số bàn thắng trong tất cả các trận đấu bảng: Jeonbuk Hyundai Motors +1, Melbourne Victory 0.

### Bảng H
| VT | Đội                      | ST | T | H | B | BT | BB | HS | Đ  | Giành quyền tham dự |     | WSW | KAW | ULS | GUI |
| -- | ------------------------ | -- | - | - | - | -- | -- | -- | -- | ------------------- | --- | --- | --- | --- | --- |
| 1  | Western Sydney Wanderers | 6  | 4 | 0 | 2 | 11 | 5  | +6 | 12 | Vòng 16 đội         |     |     | 1–0 | 1–3 | 5–0 |
| 2  | Kawasaki Frontale        | 6  | 4 | 0 | 2 | 7  | 5  | +2 | 12 | Vòng 16 đội         |     | 2–1 |     | 3–1 | 1–0 |
| 3  | Ulsan Hyundai            | 6  | 2 | 1 | 3 | 8  | 10 | −2 | 7  |                     |     | 0–2 | 2–0 |     | 1–1 |
| 4  | Quý Châu Renhe           | 6  | 1 | 1 | 4 | 4  | 10 | −6 | 4  |                     | 0–1 | 0–1 | 3–1 |     |     |

1. 1 2  Hiệu số bàn thắng trong tất cả các trận đấu bảng: Western Sydney Wanderers +6, Kawasaki Frontale +2.

## Vòng loại trực tiếp
Ở vòng loại trực tiếp, 16 đội chơi theo thể thức loại trực tiếp, được chia ra hai khu vực cho đến khi chơi trận chung kết. Mỗi cặp đấu diễn ra theo thể thức hai lượt sân nhà-sân khách. Luật bàn thắng sân khách, hiệp phụ (luật bàn thắng sân khách không áp dụng trong hiệp phụ) và loạt sút luân lưu được áp dụng để xác định đội chiến thắng nếu cần thiết.

### Vòng 16 đội
| Đội 1                  | TTS     | Đội 2                    | Lượt đi | Lượt về |
| Tây Á                  | Tây Á   | Tây Á                    | Tây Á   | Tây Á   |
| ---------------------- | ------- | ------------------------ | ------- | ------- |
| Al-Ittihad             | 4–1     | Al-Shabab                | 1–0     | 3–1     |
| Al-Jazira              | 2–4     | Al-Ain                   | 1–2     | 1–2     |
| Al-Sadd                | 2–2 (a) | Foolad                   | 0–0     | 2–2     |
| Bunyodkor              | 0–4     | Al-Hilal                 | 0–1     | 0–3     |
| Đông Á                 |         |                          |         |         |
| Jeonbuk Hyundai Motors | 1–3     | Pohang Steelers          | 1–2     | 0–1     |
| Cerezo Osaka           | 2–5     | Quảng Châu Hằng Đại      | 1–5     | 1–0     |
| Kawasaki Frontale      | 4–4 (a) | FC Seoul                 | 2–3     | 2–1     |
| Sanfrecce Hiroshima    | 3–3 (a) | Western Sydney Wanderers | 3–1     | 0–2     |

### Tứ kết
| Đội 1                    | TTS                 | Đội 2               | Lượt đi | Lượt về      |
| Tây Á                    | Tây Á               | Tây Á               | Tây Á   | Tây Á        |
| ------------------------ | ------------------- | ------------------- | ------- | ------------ |
| Al-Hilal                 | 1–0                 | Al-Sadd             | 1–0     | 0–0          |
| Al-Ain                   | 5–1                 | Al-Ittihad          | 2–0     | 3–1          |
| Đông Á                   |                     |                     |         |              |
| Pohang Steelers          | 0–0 (s.h.p.) (0–3p) | FC Seoul            | 0–0     | 0–0 (s.h.p.) |
| Western Sydney Wanderers | 2–2 (a)             | Quảng Châu Hằng Đại | 1–0     | 1–2          |

### Bán kết
| Đội 1    | TTS   | Đội 2                    | Lượt đi | Lượt về |
| Tây Á    | Tây Á | Tây Á                    | Tây Á   | Tây Á   |
| -------- | ----- | ------------------------ | ------- | ------- |
| Al-Hilal | 4–2   | Al-Ain                   | 3–0     | 1–2     |
| Đông Á   |       |                          |         |         |
| FC Seoul | 0–2   | Western Sydney Wanderers | 0–0     | 0–2     |

### Chung kết
| Western Sydney Wanderers | 1–0    | Al-Hilal |
| ------------------------ | ------ | -------- |
| Juric 64'                | Report |          |

| Al-Hilal | 0–0    | Western Sydney Wanderers |
| -------- | ------ | ------------------------ |
|          | Report |                          |

Western Sydney Wanderers thắng với tổng tỉ số 1–0.

## Giải thưởng
| Giải thưởng                | Cầu thủ      | Câu lạc bộ               |
| -------------------------- | ------------ | ------------------------ |
| Cầu thủ xuất sắc nhất giải | Ante Covic   | Western Sydney Wanderers |
| Vua phá lưới               | Asamoah Gyan | Al-Ain                   |
| Đội đoạt giải phong cách   | —            | Al-Hilal                 |

| Starting XI | Starting XI           | Starting XI              |
| Vị trí      | Cầu thủ               | Câu lạc bộ               |
| ----------- | --------------------- | ------------------------ |
| GK          | Ante Covic            | Western Sydney Wanderers |
| DF          | Shannon Cole          | Western Sydney Wanderers |
| DF          | Nikolai Topor-Stanley | Western Sydney Wanderers |
| DF          | Kwak Tae-Hwi          | Al-Hilal                 |
| DF          | Abdullah Al-Zori      | Al-Hilal                 |
| MF          | Nadir Belhadj         | Al-Sadd                  |
| MF          | Omar Abdulrahman      | Al-Ain                   |
| MF          | Thiago Neves          | Al-Hilal                 |
| MF          | Elkeson               | Quảng Châu Hằng Đại      |
| FW          | Asamoah Gyan          | Al-Ain                   |
| FW          | Nasser Al-Shamrani    | Al-Hilal                 |
| Substitutes |                       |                          |
| GK          | Abdullah Al-Sudairy   | Al-Hilal                 |
| DF          | Kim Ju-Young          | FC Seoul                 |
| DF          | Cha Du-Ri             | FC Seoul                 |
| MF          | Lee Myung-Joo         | Al-Ain                   |
| MF          | Yun Il-Lok            | FC Seoul                 |
| FW          | Tomi Juric            | Western Sydney Wanderers |

## Các cầu thủ ghi bàn hàng đầu
| Xếp hạng | Cầu thủ            | Câu lạc bộ               | MD1 | MD2 | MD3 | MD4 | MD5 | MD6 | 2R1 | 2R2 | QF1 | QF2 | SF1 | SF2 | F1 | F2 | Tổng |
| -------- | ------------------ | ------------------------ | --- | --- | --- | --- | --- | --- | --- | --- | --- | --- | --- | --- | -- | -- | ---- |
| 1        | Asamoah Gyan       | Al-Ain                   | 1   | 1   | 2   | 1   | 2   |     | 1   | 2   | 1   | 1   |     |     |    |    | 12   |
| 2        | Nasser Al-Shamrani | Al-Hilal                 | 2   |     |     | 3   |     | 1   |     | 1   |     |     | 2   | 1   |    |    | 10   |
| 3        | Elkeson            | Quảng Châu Hằng Đại      | 1   |     |     |     |     | 2   | 2   |     |     | 1   |     |     |    |    | 6    |
| 3        | Mokhtar Fallatah   | Al-Ittihad               |     | 2   |     | 1   | 1   |     | 1   | 1   |     |     |     |     |    |    | 6    |
| 3        | Luciano            | Foolad                   |     |     |     |     | 1   | 3   |     | 2   |     |     |     |     |    |    | 6    |
| 6        | Kim Seung-dae      | Pohang Steelers          |     | 1   | 1   | 1   | 1   |     |     | 1   |     |     |     |     |    |    | 5    |
| 6        | Vágner Love        | Sơn Đông Lỗ Năng         |     | 2   | 2   |     |     | 1   |     |     |     |     |     |     |    |    | 5    |
| 8        | Abdelaziz Barrada  | Al-Jazira                | 1   |     | 2   |     | 1   |     |     |     |     |     |     |     |    |    | 4    |
| 8        | Nadir Belhadj      | Al-Sadd                  | 1   | 1   | 1   |     |     |     |     | 1   |     |     |     |     |    |    | 4    |
| 8        | Tomi Juric         | Western Sydney Wanderers |     |     |     |     |     |     | 1   |     | 1   | 1   |     |     | 1  |    | 4    |
| 8        | Yoichiro Kakitani  | Cerezo Osaka             | 1   | 1   | 1   |     |     | 1   |     |     |     |     |     |     |    |    | 4    |
| 8        | Thiago Neves       | Al-Hilal                 |     | 1   | 2   |     |     |     |     |     |     |     | 1   |     |    |    | 4    |
| 8        | Nilmar             | El Jaish                 |     | 2   |     | 1   | 1   |     |     |     |     |     |     |     |    |    | 4    |
| 8        | Mehdi Sharifi      | Sepahan                  | 1   | 1   |     |     | 2   |     |     |     |     |     |     |     |    |    | 4    |
| 8        | Kalu Uche          | Al-Rayyan                | 1   | 1   | 2   |     |     |     |     |     |     |     |     |     |    |    | 4    |

Chú thích: Bàn thắng ghi được ở vòng loại không được tính.
Tham khảo: